# Llista de monuments de Ciutat Vella de Barcelona
Llista de monuments de Ciutat Vella de Barcelona inclosos en l'Inventari del Patrimoni Arquitectònic Català i en el catàleg de Patrimoni Arquitectònic de Barcelona.
La llista es divideix en llistes per barris:
- Llista de monuments del Raval
- Llista de monuments del barri Gòtic
- Llista de monuments de la Barceloneta
- Llista de monuments de Sant Pere, Santa Caterina i la Ribera

| Monument                                           | Protecció | Estil/època    | Localització                                                                     | Coordenades                                    | Codi?     | Imatge |
| -------------------------------------------------- | --------- | -------------- | -------------------------------------------------------------------------------- | ---------------------------------------------- | --------- | --- |
| Sector de conservació de l'Eixample a Ciutat Vella |           |                | Barcelona Rda. Sant Pau, rda. Sant Antoni, c. Pelai, c. Fontanella, c. Trafalgar | 41° 23′ 10″ N, 2° 10′ 08″ E / 41.386°N,2.169°E | IPA-45788 | Sector de conservació de l'Eixample a Ciutat Vella (Barcelona) · Carregueu una nova foto d'aquest monument          |
| Conjunt de via Laietana                            |           | Noucentisme XX | Barcelona Via Laietana                                                           | 41° 23′ N, 2° 11′ E / 41.39°N,2.18°E           | IPA-45937 | Conjunt de via Laietana (Barcelona) · Vegeu més fotos d'aquest monument · Carregueu una nova foto d'aquest monument |